# Tringinae
Sous-famille
Les Tringinae (ou tringinés en français) sont une sous-famille d'oiseaux limicoles de la famille des Scolopacidae.

## Systématique
Les tournepierres, bécasseaux, combattants et phalaropes parfois considérés comme appartenant aux tringinés, sont respectivement classés dans les sous-familles des arinariinés, calidridinés et phalaropodinés.

## Liste alphabétique des genres
D'après Alan P. Peterson, cette sous-famille est constituée des genres suivants (ordre phylogénique suivant la classification du COI) :
- genre Limosa (4 espèces)
- genre Numenius (8 espèces)
- genre Bartramia (1 espèce)
- genre Tringa (13 espèces)
- genre Xenus (1 espèce)
- genre Actitis (2 espèces)
- genre Aechmorhynchus (1 espèce)
- genre Prosobonia (1 espèce)

## Liste des espèces
D'après la classification de référence (version 2.2, 2009) du Congrès ornithologique international (ordre phylogénique) :
- Limosa limosa – Barge à queue noire
- Limosa haemastica – Barge hudsonienne
- Limosa lapponica – Barge rousse
- Limosa fedoa – Barge marbrée
- Numenius minutus – Courlis nain
- Numenius borealis – Courlis esquimau
- Numenius phaeopus – Courlis corlieu
- Numenius tahitiensis – Courlis d'Alaska
- Numenius tenuirostris – Courlis à bec grêle
- Numenius arquata – Courlis cendré
- Numenius madagascariensis – Courlis de Sibérie
- Numenius americanus – Courlis à long bec
- Bartramia longicauda – Maubèche des champs
- Tringa erythropus – Chevalier arlequin
- Tringa totanus – Chevalier gambette
- Tringa stagnatilis – Chevalier stagnatile
- Tringa nebularia – Chevalier aboyeur
- Tringa guttifer – Chevalier tacheté
- Tringa melanoleuca – Grand Chevalier
- Tringa flavipes – Petit Chevalier
- Tringa ochropus – Chevalier cul-blanc
- Tringa solitaria – Chevalier solitaire
- Tringa glareola – Chevalier sylvain
- Tringa brevipes – Chevalier de Sibérie
- Tringa incana – Chevalier errant
- Tringa semipalmata – Chevalier semipalmé
- Xenus cinereus – Chevalier bargette
- Actitis hypoleucos – Chevalier guignette
- Actitis macularius – Chevalier grivelé
- Aechmorhynchus parvirostris – Chevalier des Tuamotu
- Prosobonia leucoptera† – Chevalier à ailes blanches

espèce éteinte
- Prosobonia ellisi† Sharpe, 1906